# Europese Politieke Samenwerking
De Europese Politieke Samenwerking was het gevolg van een overleg in Luxemburg, 1970. Het doel van de EPS was bij buitenlandse politieke relaties meer de Europese Gemeenschap te betrekken door middel van gecoördineerde overleggen tussen ministers van Buitenlandse Zaken van de lidstaten.
Tot 1987, toen  de EPS werd geïncorporeerd in de Europese Akte, had de EPS geen eigen ambtenarenapparaat. Het voorzitterschap wisselde elke zes maanden, waardoor er weinig langetermijnplanning was. EPS was de voorloper van het Gemeenschappelijk Buitenlands en Veiligheidsbeleid (GBVB).